# Flashpoint (Tangerine Dream)
Flashpoint is een studioalbum van Tangerine Dream. Het bevat filmmuziek behorende bij de gelijknamige film van regisseur William Tannen. Het verscheen in eerste instantie op een onduidelijk platenlabel Silver Screen, later een sublabel van EMI America.

## Musici
- Christopher Franke, Edgar Froese, Johannes Schmoelling – synthesizers, elektronica

## Muziek
Alles door Franke, Froese en Schmoelling, behalve de titeltrack, deze was geschreven door Scott Richardson van de tevens uitvoerende band The Gems

| Nr. | Titel                   | Duur |
| --- | ----------------------- | ---- |
| 1.  | Going West              | 4:10 |
| 2.  | Afternoon in the Desert | 3:35 |
| 3.  | Plane Ride              | 3:30 |
| 4.  | Mystery Tracks          | 3:15 |
| 5.  | Lost in the Dunes       | 2:40 |
| 6.  | Highway Patrol          | 4:10 |
| 7.  | Love Phantasy           | 3:40 |
| 8.  | Mad Cap Story           | 4:00 |
| 9.  | Dirty Cross Roads       | 4:20 |
| 10. | Flashpoint              | 3:47 |